# La Bernardière
La Bernardière est une ancienne commune française située dans le département de la Vendée en région Pays de la Loire. La Bernardière faisait partie, sous l'Ancien Régime, de l'évêché de Nantes.
Ses habitants sont les Bernardins.
Le 1er janvier 2025, la commune fusionne avec sa voisine Cugand pour former la commune nouvelle de Cugand-la-Bernardière.

## Géographie

### Localisation
Le territoire municipal de La Bernardière s’étend sur 1 480 hectares. L’altitude moyenne de la commune est de 54 mètres, avec des niveaux fluctuant entre 33 et 76 mètres,.
La Bernardière est située au nord du département de la Vendée, à 5 km au sud de Clisson (Loire-Atlantique), 10 km au nord-est de Montaigu (Vendée) et 35 km à l'ouest de Cholet (Maine-et-Loire).
La commune est traversée par quelques petits ruisseaux. Le principal est le Mingot qui sert de limite à la paroisse entre Cugand, passe auprès du bourg de la Bernardière et va se jeter dans la Sèvre-Nantaise.
| Saint-Hilaire-de-Clisson (Loire-Atlantique) | Cugand         |                              |
|                                             | La Bernardière |                              |
| Saint-Hilaire-de-Loulay (Montaigu-Vendée)   |                | La Bruffière Treize-Septiers |

### Liste des hameaux de la Bernardière
La Croupillière, la Haute-Hantrie, la Basse-Hantrie, la Brunelière, la Challoire, la Grande-Couperie, la Petite-Couperie, la Croix-Verte, la Droutière, la Fuzellerie , la Grande-Haye, la Petite-Haye, la Logerie, l'Émérière, la Noue, l'Oulerie, la Pénissière-de-la-Cour, la Pénissière-Vinet, les Plessis, les Portes, le Racinet, la Rouvraie et le Tacret.

### Climat
Pour des articles plus généraux, voir Climat des Pays de la Loire et Climat de la Vendée.
En 2010, le climat de la commune est de type climat océanique altéré, selon une étude du CNRS s'appuyant sur une série de données couvrant la période 1971-2000. En 2020, Météo-France publie une typologie des climats de la France métropolitaine dans laquelle la commune est exposée à un climat océanique et est dans la région climatique  Bretagne orientale et méridionale, Pays nantais, Vendée, caractérisée par une faible pluviométrie en été et une bonne insolation. 
Pour la période 1971-2000, la température annuelle moyenne est de 11,8 °C, avec une amplitude thermique annuelle de 13,8 °C. Le cumul annuel moyen de précipitations est de 794 mm, avec 12,2 jours de précipitations en janvier et 6,3 jours en juillet. Pour la période 1991-2020, la température moyenne annuelle observée sur la station météorologique de Météo-France la plus proche, « Haie-Fouassière », sur la commune de La Haie-Fouassière à 16 km à vol d'oiseau, est de 12,8 °C et le cumul annuel moyen de précipitations est de 858,5 mm,. Pour l'avenir, les paramètres climatiques de la commune estimés pour 2050 selon différents scénarios d'émission de gaz à effet de serre sont consultables sur un site dédié publié par Météo-France en novembre 2022.

## Urbanisme

### Typologie
Au 1er janvier 2024, La Bernardière est catégorisée petite ville, selon la nouvelle grille communale de densité à sept niveaux définie par l'Insee en 2022.
Elle est située hors unité urbaine. Par ailleurs la commune fait partie de l'aire d'attraction de Cugand, dont elle est une commune du pôle principal,. Cette aire, qui regroupe 2 communes, est catégorisée dans les aires de moins de 50 000 habitants,.

### Occupation des sols
L'occupation des sols de la commune, telle qu'elle ressort de la base de données européenne d’occupation biophysique des sols Corine Land Cover (CLC), est marquée par l'importance des territoires agricoles (95,7 % en 2018), en diminution par rapport à 1990 (98,1 %). La répartition détaillée en 2018 est la suivante : 
zones agricoles hétérogènes (35,5 %), terres arables (34,8 %), prairies (25,5 %), zones urbanisées (4,3 %). L'évolution de l’occupation des sols de la commune et de ses infrastructures peut être observée sur les différentes représentations cartographiques du territoire : la carte de Cassini (XVIIIe siècle), la carte d'état-major (1820-1866) et les cartes ou photos aériennes de l'IGN pour la période actuelle (1950 à aujourd'hui).

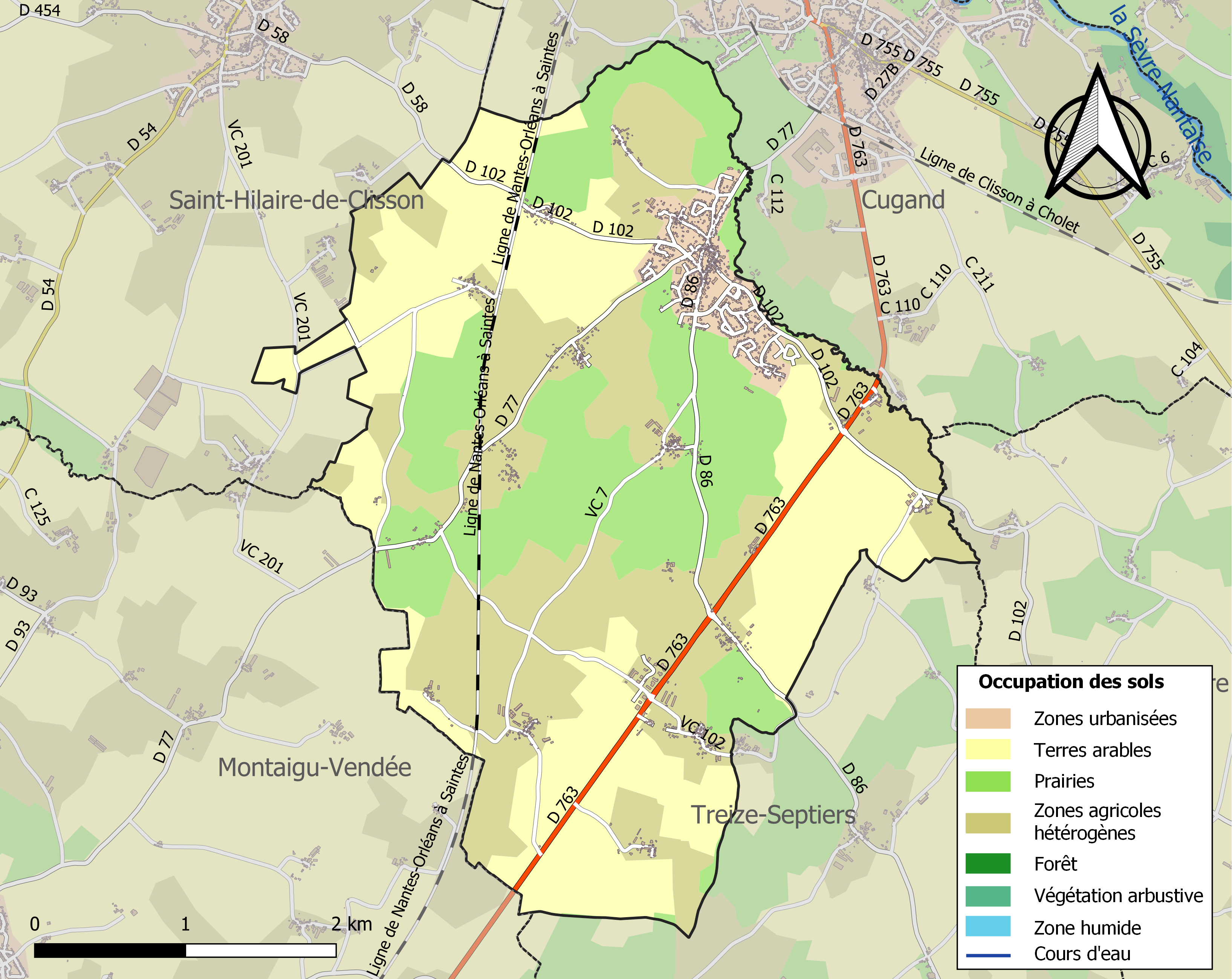
Carte des infrastructures et de l'occupation des sols de la commune en 2018 (CLC).

## Toponymie
En poitevin, la commune est appelée La Brnardére.

## Histoire
Jusqu'à la Révolution, sous le royaume de France, La Bernardière appartient aux marches Bretagne-Poitou, au sein desquelles elle est à l'avantage de la Bretagne. Elle appartenait également au diocèse de Nantes. Sa paroisse dépend ensuite entièrement du diocèse de Luçon.
Autrefois, on l´appelait la Bernardière-en-Forêts, mais depuis longtemps les bois ont disparu, et le terrain est divisé en champs nombreux, tous entourés de haies du sein desquelles s'élèvent une multitude de chênes que l'on ébranche tous les cinq ans pour faire du bois de chauffage. Cette façon de tailler, est dite, tailler en têtard.
Selon plusieurs sources, c’est la colonne placée sous les ordres du général Cordellier qui a très vraisemblablement perpétré le massacre de La Bernardière car c’est elle qui officiait
Après le tuerie des Lucs les 28 février et 1er mars 1794, les troupes restent dans le secteur quelques jours et n’ayant pu mettre la main sur Charette quittent le camp des Landes de Corpray le 7 mars pour Clisson, le Loroux (lettre à Turreau du 6 mars) en passant par Montaigu et ses environs.
On attribue généralement le massacre du Petit Luc aux hommes du commandant Martincourt qui secondait Cordellier ; il est peut-être aussi le responsable direct des 22 victimes de La Bernardière.   sources : Historial-Mémorial de la Vendée .
En 1832, la commune, précisément le manoir de La Pénissière, fut le théâtre d'un des derniers combats du mouvement dirigé par la duchesse de Berry, la « Petite chouannerie ».

## Héraldique
| Blason | Blasonnement : Taillé d'argent et de gueules, à l'arbre de l'un dans l'autre brochant sur le tout, accompagné de deux châteaux du même. |

## Politique et administration

### Liste des maires
| Période                                  | Période  | Identité       | Étiquette     | Qualité  |
| ---------------------------------------- | -------- | -------------- | ------------- | -------- |
| mars 2008                                | En cours | Claude Durand, | Divers droite | retraité |
| Les données manquantes sont à compléter. |          |                |               |          |

## Économie
En 1999, le taux de chômage était de 7,8 %. Le revenu moyen par ménage, quant à lui, était de 14 017 € / an.
La Bernardière dispose de sa propre zone artisanale : le Tacret, située sur l´axe Clisson-Montaigu. Cette ZA compte une vingtaine d´entreprises.

## Population et société

### Démographie

#### Évolution démographique
L'évolution du nombre d'habitants est connue à travers les recensements de la population effectués dans la commune depuis 1800. Pour les communes de moins de 10 000 habitants, une enquête de recensement portant sur toute la population est réalisée tous les cinq ans, les populations de référence des années intermédiaires étant quant à elles estimées par interpolation ou extrapolation. Pour la commune, le premier recensement exhaustif entrant dans le cadre du nouveau dispositif a été réalisé en 2008.

En 2022, la commune comptait 1 913 habitants, en évolution de +6,51 % par rapport à 2016 (Vendée : +5,33 %, France hors Mayotte : +2,11 %).
| 1800 | 1806 | 1821 | 1831 | 1836 | 1841  | 1846  | 1851  | 1856  |
| ---- | ---- | ---- | ---- | ---- | ----- | ----- | ----- | ----- |
| 357  | 955  | 935  | 928  | 999  | 1 096 | 1 116 | 1 093 | 1 086 |

| 1861  | 1866  | 1872  | 1876  | 1881  | 1886  | 1891  | 1896  | 1901  |
| ----- | ----- | ----- | ----- | ----- | ----- | ----- | ----- | ----- |
| 1 084 | 1 071 | 1 054 | 1 040 | 1 031 | 1 014 | 1 061 | 1 045 | 1 032 |

| 1906  | 1911  | 1921 | 1926 | 1931 | 1936 | 1946 | 1954 | 1962 |
| ----- | ----- | ---- | ---- | ---- | ---- | ---- | ---- | ---- |
| 1 032 | 1 034 | 948  | 921  | 922  | 878  | 870  | 881  | 863  |

| 1968 | 1975 | 1982  | 1990  | 1999  | 2006  | 2008  | 2013  | 2018  |
| ---- | ---- | ----- | ----- | ----- | ----- | ----- | ----- | ----- |
| 841  | 789  | 1 060 | 1 109 | 1 172 | 1 491 | 1 578 | 1 757 | 1 835 |

| 2022  | - | - | - | - | - | - | - | - |
| ----- | - | - | - | - | - | - | - | - |
| 1 913 | - | - | - | - | - | - | - | - |

#### Pyramide des âges
En 2018, le taux de personnes d'un âge inférieur à 30 ans s'élève à 40,8 %, soit au-dessus de la moyenne départementale (31,6 %). À l'inverse, le taux de personnes d'âge supérieur à 60 ans est de 14,7 % la même année, alors qu'il est de 31,0 % au niveau départemental.
En 2018, la commune comptait 929 hommes pour 906 femmes, soit un taux de 50,63 % d'hommes, légèrement supérieur au taux départemental (48,84 %).
Les pyramides des âges de la commune et du département s'établissent comme suit.
| Hommes | Classe d’âge | Femmes |
| ------ | ------------ | ------ |
| 0,0    | 90 ou +      | 0,0    |
| 2,4    | 75-89 ans    | 3,5    |
| 12,2   | 60-74 ans    | 11,5   |
| 18,7   | 45-59 ans    | 17,1   |
| 26,5   | 30-44 ans    | 26,5   |
| 15,0   | 15-29 ans    | 16,1   |
| 25,3   | 0-14 ans     | 25,3   |

| Hommes | Classe d’âge | Femmes |
| ------ | ------------ | ------ |
| 0,8    | 90 ou +      | 2,2    |
| 8,7    | 75-89 ans    | 11,1   |
| 20,3   | 60-74 ans    | 21,3   |
| 20     | 45-59 ans    | 19,4   |
| 17,5   | 30-44 ans    | 16,8   |
| 15     | 15-29 ans    | 13,2   |
| 17,7   | 0-14 ans     | 16,1   |

## Lieux et monuments
- Le manoir de la Pénissière
- Église Saint-Blaise

Le château de la Pénissière-la-Cour.
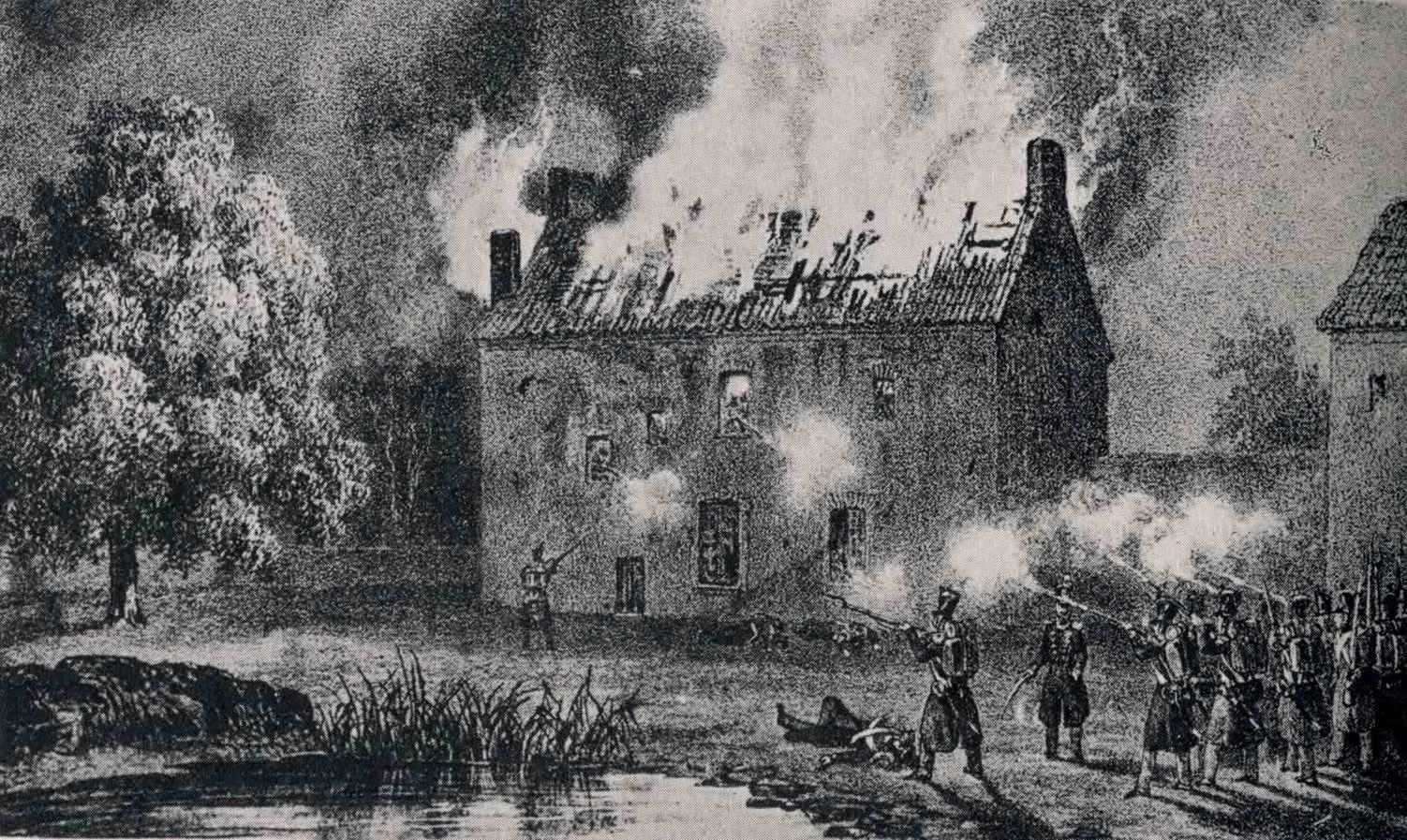
Combat de la Penissière, le 6 juin 1832.

## Sports
- Union Sportive Bernardière Cugand : football

- Association Basket Cugand Bernardière : basket

- Tennis de Table Club  Bernadière : tennis de table

- Palets Club La Bernardière : palet

## Vie Locale
La Bernardière dispose d'une salle municipale La Doline. Le Stade du Vivier est composé de plusieurs terrains de football, d'un terrain de tennis, d'une aire multisports, d'un skateparc et possède une salle de sport. Une médiathèque municipale et une ADMR (aide à domicile en milieu rural). On retrouve également dans cette commune une boulangerie, un café et une coiffeuse.